# Gibberula atwoodae
Gibberula atwoodae é uma espécie de caracol marinho muito pequeno, um molusco gastrópode da família Cystiscidae.

## Distribuição
Esta espécie ocorre na Guadeloupe.